# Andy LaRoche
Andrew Christian LaRoche (né le 13 septembre 1983 à Fort Scott, Kansas,États-Unis) est un joueur de troisième but qui joue dans les Ligues majeures de 2007 à 2013.
Il est le fils de Dave LaRoche, lanceur de la Ligue majeure dans les années 1970 et le frère d'Adam LaRoche, joueur de premier but.

## Biographie

### Ligues mineures

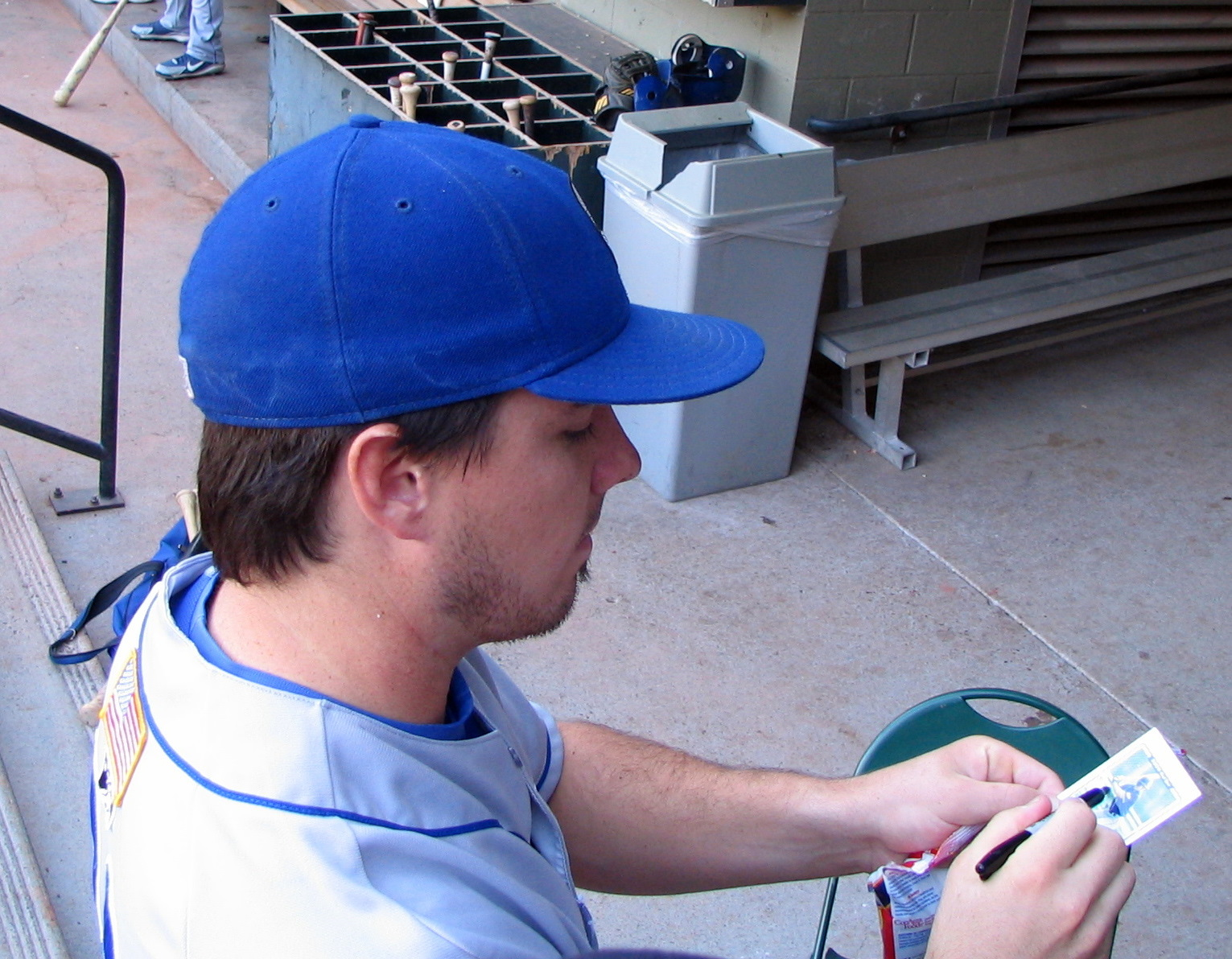
Andy LaRoche en 2008 avec les 51s de Las Vegas, un club des ligues mineures affilié aux Dodgers de Los Angeles.

En 2002, Andy LaRoche est sélectionné par les Padres de San Diego au 21e tour du repêchage amateur (625e choix global). Il ne signe pas avec les Padres qui lui proposent pourtant un bonus à la signature de 300 000 $, un montant élevé pour un 21e tour de sélection. Il joue une deuxième saison avec l'équipe du Grayson County Junior College (Denison, Texas) au début de l'année 2003 avant d'être sélectionné par les Dodgers de Los Angeles au 39e tour du repêchage amateur de 2003 (1171e choix global). Pendant l'été, il joue dans la Cape Cod Summer League, une des ligues estivales universitaires américaines. Il se distingue parmi les meilleurs frappeurs de la ligue avec une moyenne au bâton de 0,326, 6 circuits et 18 points produits en 26 matchs. Malgré une jambe fracturée lors d'un choc pendant la ligue estivale, il signe son premier contrat professionnel le 14 août après avoir négocié un bonus à la signature d'un million de dollars,. Il est assigné aux Raptors d'Ogden et ne joue que 6 matchs après avoir récupéré de sa fracture.
Recruté comme arrêt-court, LaRoche est repositionné comme joueur de troisième but en 2004 avec les Columbus Catfish. Il est promu aux Vero Beach Dodgers en milieu de saison. En 2005, il commence la saison à Vero Beach où il frappe avec une moyenne au bâton de 0,333 et réussit 21 circuits en 63 matchs. Il rejoint les Jacksonville Suns en Southern League en cours de saison et ajoute 9 circuits et 43 points produits en 64 matchs à ses statistiques, ce qui lui vaut les honneurs du trophée Branch Rickey de Joueur de l'année dans l'organisation des Dodgers. En 2006, il joue 62 matchs avec les Suns, puis rejoint les Las Vegas 51s en Triple-A. Il est classé 5e meilleur prospect de la Pacific Coast League. Il subit une opération à l'épaule gauche en octobre pour réparer une légère déchirure d'un cartilage.

### Dodgers de Los Angeles

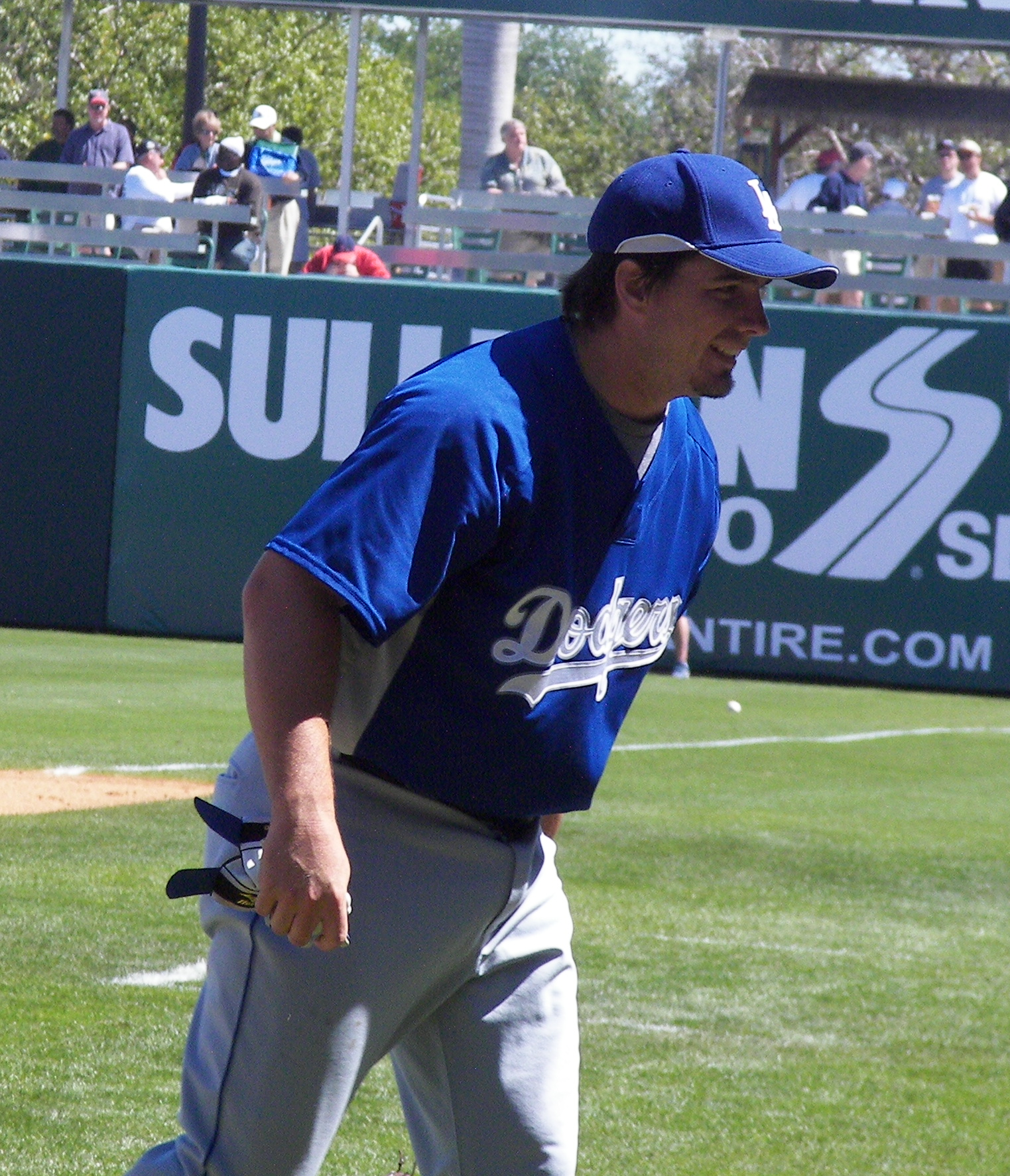
Andy LaRoche en 2007 avec les Dodgers de Los Angeles.

Lors de la pré-saison 2007, il ne réussit pas à convaincre l'encadrement des Dodgers pour une place en Ligue majeure et commence la saison à Las Vegas. Le 6 mai, il est appelé en Ligue majeure pour son premier match contre les Braves d'Atlanta. En 18 matchs, il frappe avec une moyenne de 0,211 et ne réussit aucun circuit. Le 1er juin, il joue pour la première fois contre son frère Adam et les Pirates de Pittsburgh. Il repart pour Las Vegas dès le lendemain où il terminera la saison avec 18 circuits, 48 points produits et une moyenne de 0,308. Il est rappelé en Ligue majeure pour le mois de septembre et frappe avec une moyenne de 0,236 en 17 apparitions. Le 20 septembre, il frappe son premier circuit face aux Rockies du Colorado.
En novembre 2007, il est sélectionné pour jouer avec l'Équipe des États-Unis de baseball lors de la Coupe du monde de baseball. Il joue 10 rencontres principalement comme frappeur désigné et termine la compétition avec 3 circuits, 10 points produits et une moyenne au bâton de 0,333.
Avant le début de la saison 2008, il est en concurrence avec Nomar Garciaparra pour la place de titulaire au troisième but. Garciaparra sortant d'une année décevante, LaRoche semblait favori avant une blessure grave à un ligament du pouce pendant un match de préparation le 7 mars. Après une convalescence de plus d'un mois, il reprend l'entraînement et se voit assigné aux Jacksonville Suns (niveau AA) puis aux Las Vegas 51s (Triple-A) le 3 mai. Le 11 juin, il revient dans l'effectif des Dodgers et joue comme premier but, Blake DeWitt ayant pris ses marques au troisième but depuis le début de la saison.

### Pirates de Pittsburgh
Le 31 juillet, il est transféré aux Pirates de Pittsburgh dans le cadre d'un échange entre trois équipes impliquant Manny Ramírez et Jason Bay.
Après un peu plus de deux saisons à Pittsburgh, il devient agent libre. 

### Athletics d'Oakland
En janvier 2011, il signe un contrat des ligues mineures avec les Athletics d'Oakland. Après s'être taillé un poste avec le club au camp d'entraînement, il est plus tard rétrogradé en ligue mineure. Il frappe pour ,247 de moyenne au bâton en 40 parties pour les A's et joue à quatre positions sur le terrain : en plus de son poste habituel au troisième but, il fait des présences à l'arrêt-court, au deuxième coussin et au premier but. 

### Indians de Cleveland
Le 21 décembre 2011, LaRoche signe un contrat des ligues mineures avec les Indians de Cleveland. Il n'évolue qu'en ligues mineures chez les Clippers de Columbus.

### Red Sox de Boston
Après son départ de l'organisation des Indians, pour lesquels il ne joue pas en Ligue majeure, signe un contrat avec les Red Sox de Boston le 28 juin 2012. et est assigné à leur club-école de Pawtucket, où il passe le reste de la saison.

### Blue Jays de Toronto
En 2013 et 2014, LaRoche s'aligne avec les Bisons de Buffalo, le club-école des Blue Jays de Toronto. Il joue un seul match avec les Blue Jays, en 2013.

### White Sox de Chicago
En janvier 2015, il signe un contrat des ligues mineures avec les White Sox de Chicago, le club que son frère Adam a rejoint l'automne précédent. Andy est cependant libéré par les Sox le 1er avril suivant, incapable de décrocher une place avec le club durant l'entraînement de printemps.

## Statistiques
| Saison | Équipe     | G   | AB   | R   | H   | 2B | 3B | HR | RBI | SB | BA    |
| ------ | ---------- | --- | ---- | --- | --- | -- | -- | -- | --- | -- | ----- |
| 2007   | LA Dodgers | 35  | 93   | 16  | 21  | 5  | 0  | 1  | 10  | 2  | 0,226 |
| 2008   | LA Dodgers | 27  | 59   | 6   | 12  | 1  | 0  | 2  | 6   | 0  | 0,203 |
| 2008   | Pittsburgh | 49  | 164  | 11  | 25  | 4  | 0  | 3  | 12  | 2  | 0,152 |
| 2009   | Pittsburgh | 150 | 524  | 64  | 135 | 29 | 5  | 12 | 64  | 3  | 0,258 |
| 2010   | Pittsburgh | 102 | 247  | 26  | 51  | 8  | 0  | 4  | 16  | 1  | 0,206 |
| Totaux | Totaux     | 363 | 1087 | 123 | 244 | 47 | 5  | 22 | 108 | 8  | 0,224 |

Note : G = Matches joués ; AB = Passages au bâton; R = Points ; H = Coups sûrs ; 2B = Doubles ; 3B = Triples ; 
HR = Coup de circuit ; RBI = Points produits ; SB = Buts volés ; BA = Moyenne au bâton.